# Néferkarê IV
Pour les articles homonymes, voir Néferkarê.
Néferkarê IV Khendou (ou Chendou) est un souverain égyptien de la VIIe dynastie. Il est le 45e roi sur la liste d'Abydos.
Khendou pourrait être son nom de naissance : ẖndw.

## Règne
À part la table d'Abydos, on n'a retrouvé aucun document qui puisse confirmer son existence.
Quelques spécialistes le placent dans la VIIIe dynastie.